# Hackenstedt
Hackenstedt ist eine Ortschaft der Gemeinde Holle im Landkreis Hildesheim im deutschen Bundesland Niedersachsen.

## Lage
Hackenstedt liegt im Harzvorland an der Kreisstraße K 309 zwischen der Hildesheimer Börde und dem Wohldenberg. Die Nähe zu den Autobahnen 7 und 39 sowie zur B 6 und B 243 sorgen für eine gute Verkehrsanbindung. Als öffentliche Verkehrsmittel stehen Busverbindungen oder der Bahnhof Derneburg zur Verfügung.

## Politik
Nach den Kommunalwahlen in Niedersachsen 2021 verteilen sich die fünf Sitze im Ortsrat wie folgt (in Klammern Veränderung zur Wahl 2016):
- SPD: 3 Sitze (±0)
- CDU: 2 Sitze (±0)

### Wappen
Ebenso wie bei dem Derneburger Wappen ist der Abt Arnu des Derneburger Klosters mit dem Hackenstedter Wappen in Verbindung zu bringen. Unter seiner Leitung wurde 1727 an der Stelle der baufälligen Fachwerkscheune an der Südseite des Dorfes eine Zehntscheune aus Bruchsteinen gebaut, in die die Hackenstedter ihr Korn-, Brach- und Fleischzehnten abliefern mussten. Diese Scheune schmückt heute das Hackenstedter Wappen.

## Geschichte

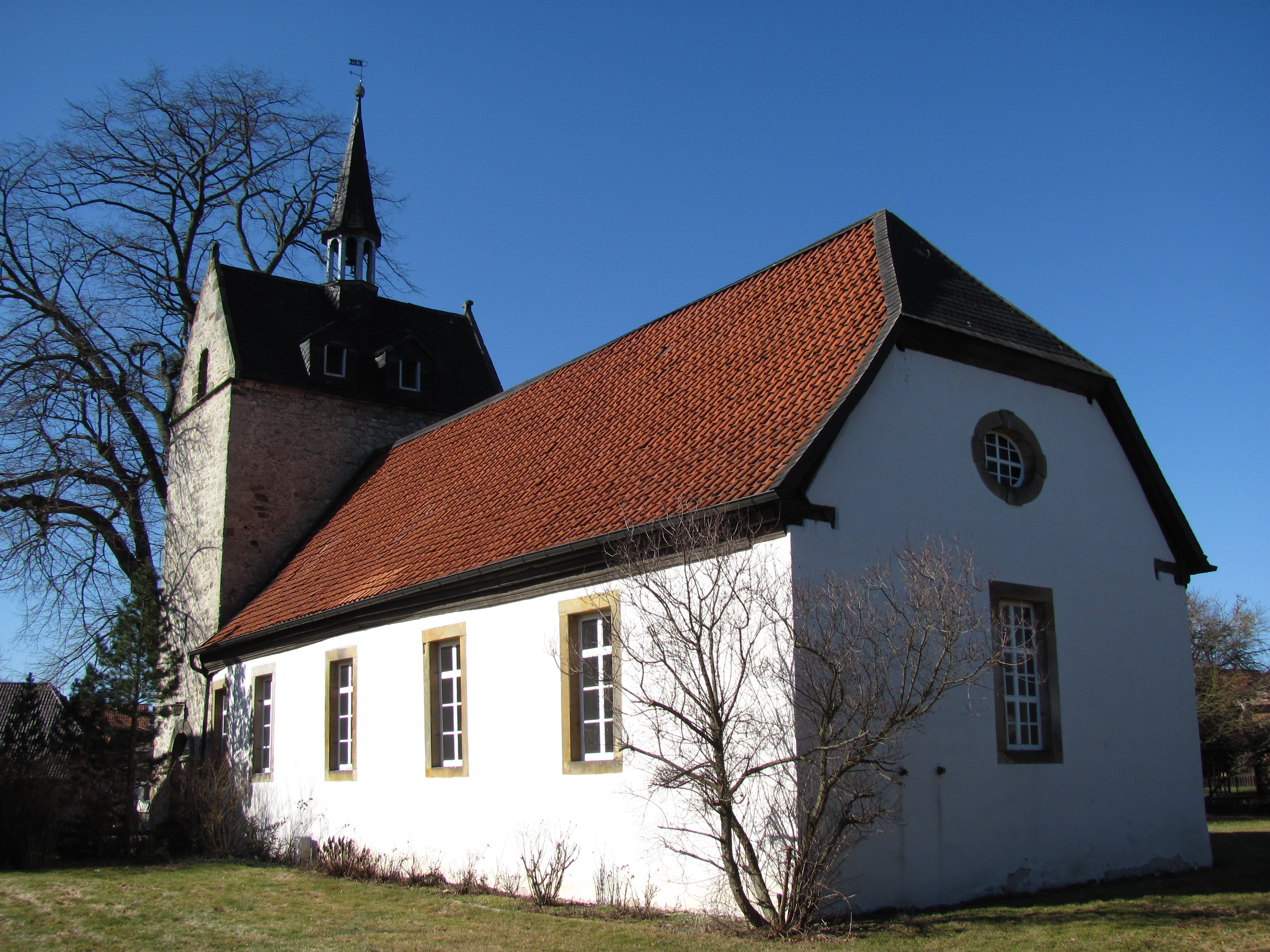
Pauluskirche

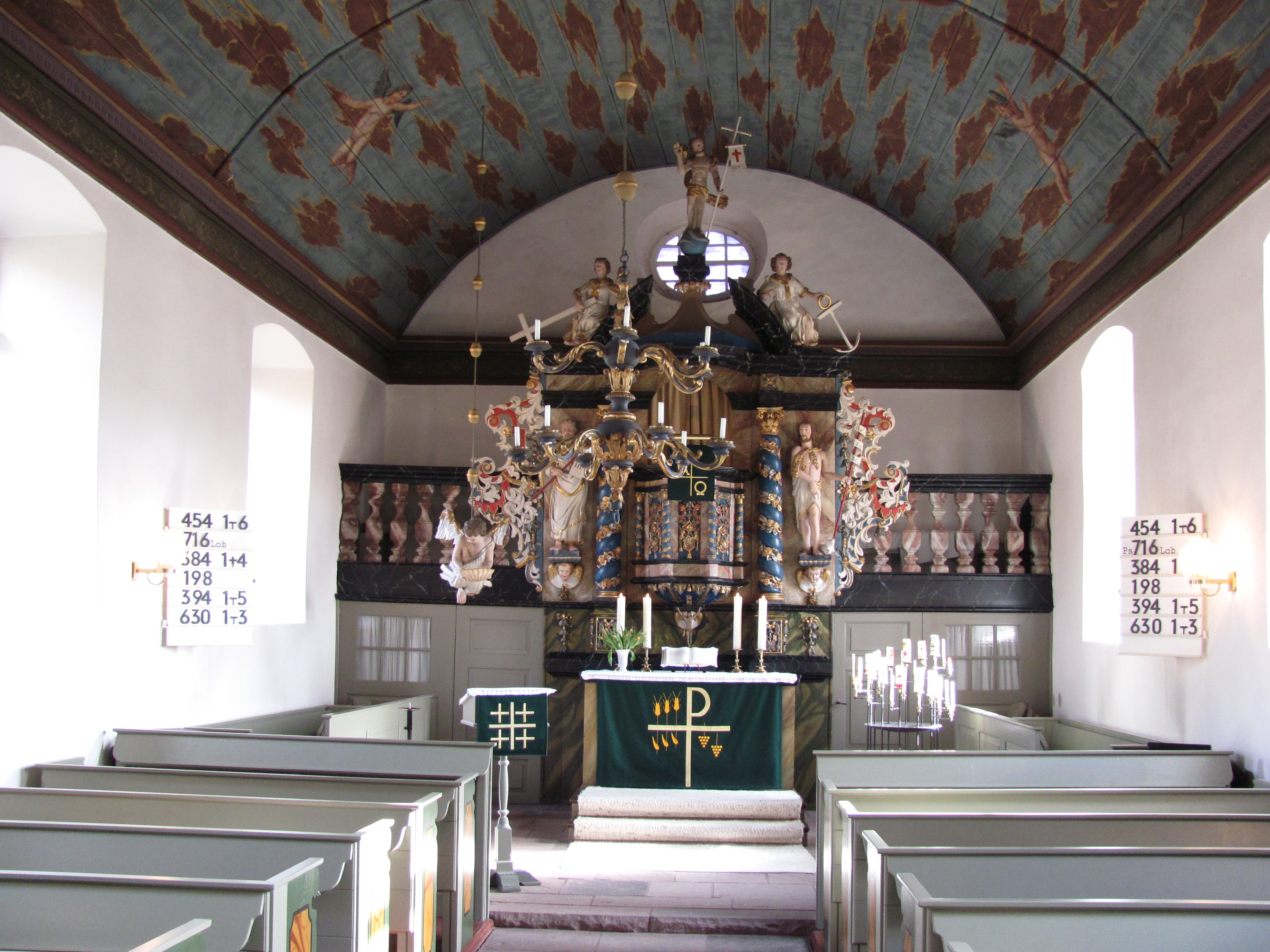
Inneres der Pauluskirche

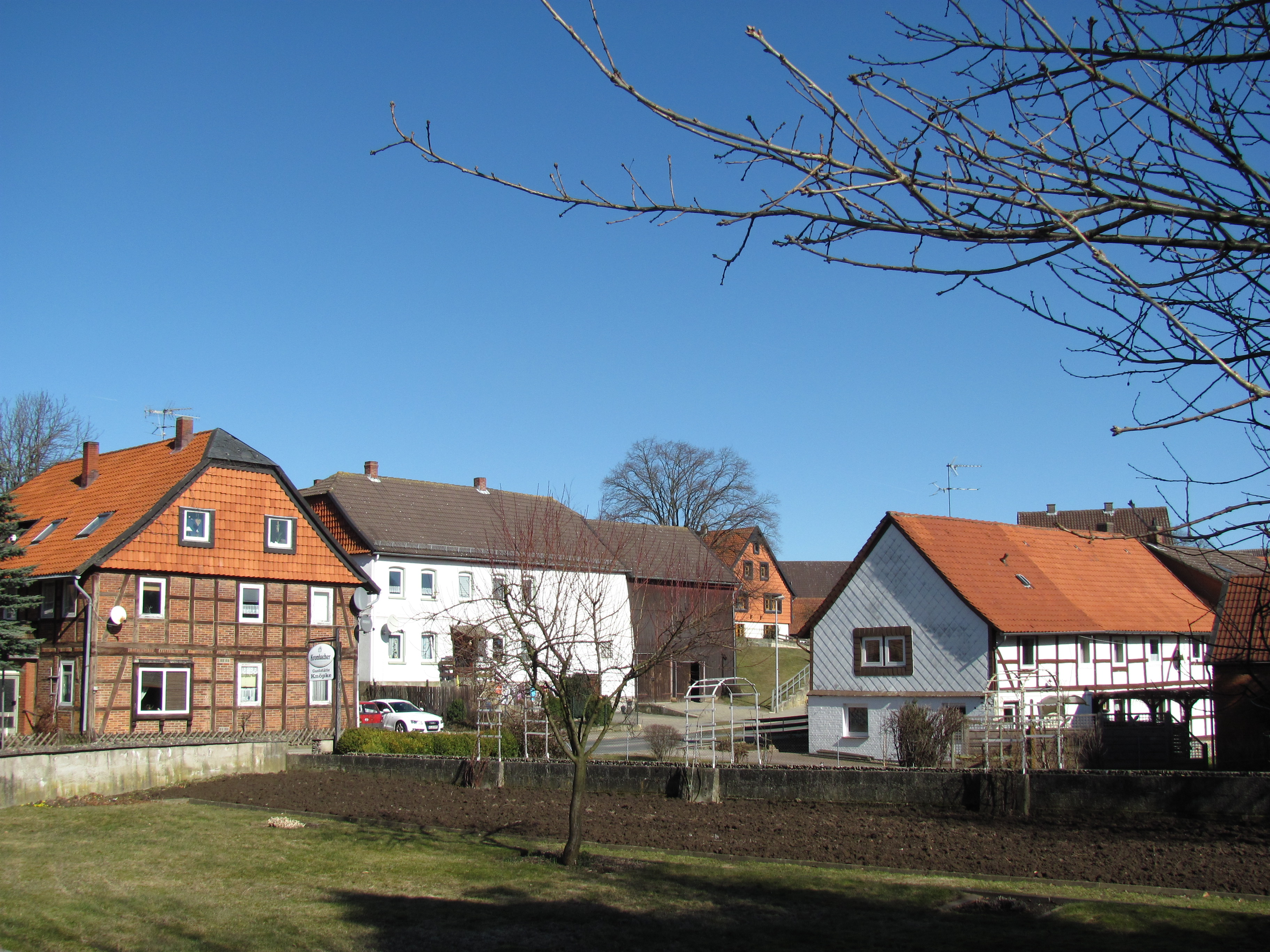
Ortsmitte

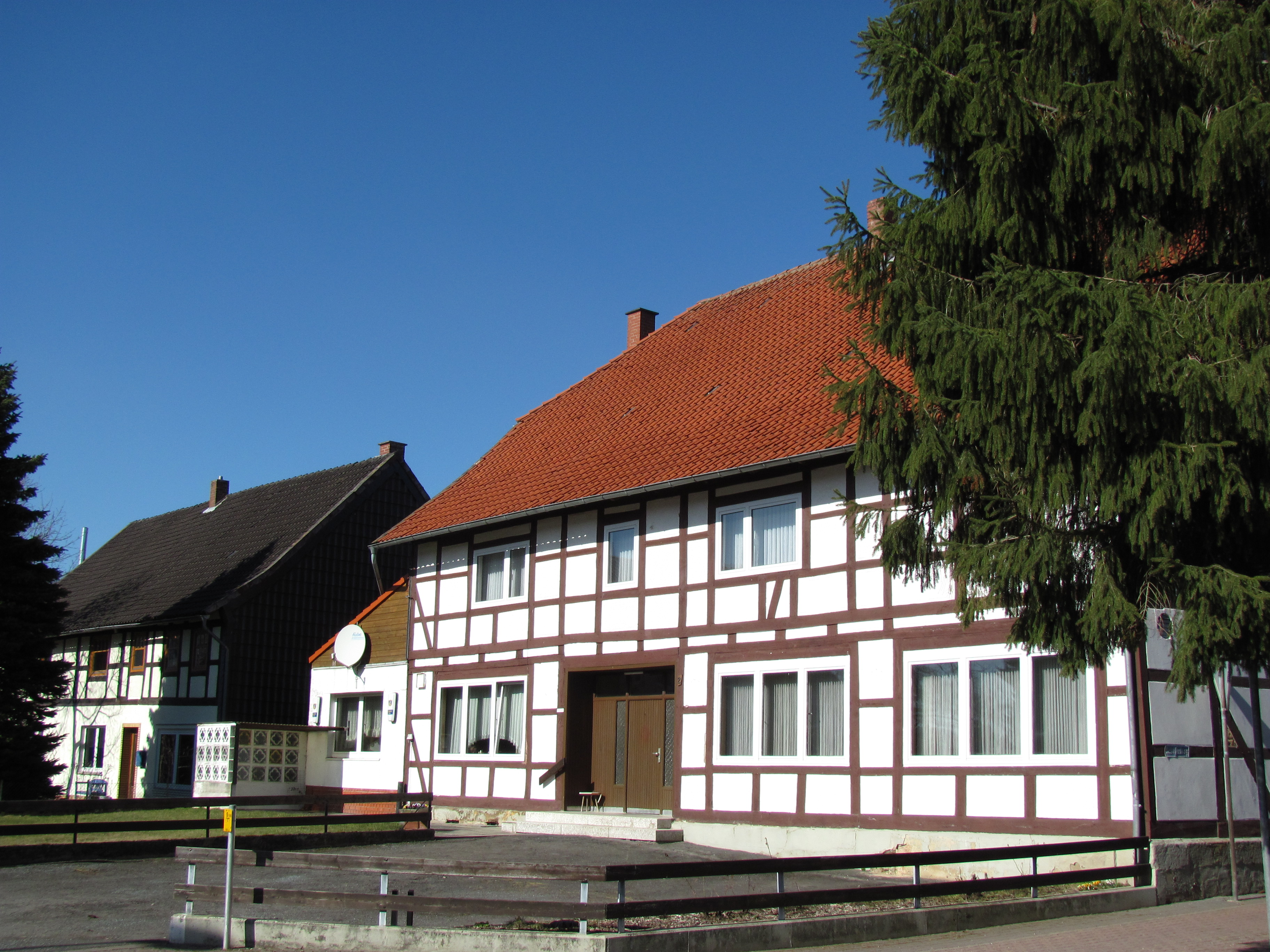
Hauptstraße

Die Bedeutung des Namens Hackenstedt bezeichnet die Lage des Ortes, da Hau oder Hav eine Stelle bezeichnet, an der der Wald ausgehauen ist. Auch heute noch ist das abseits gelegene Dorf mit seiner Feldmark vom Wald eingeschlossen, so dass nur von Söder aus ein Überblick über seine Lage möglich ist.
Am südlichen Dorfrand steht die Zehntscheune als Wahrzeichen von Hackenstedt, die aus Bruchsteinen besteht und von dem baufreudigen Abt Arnu des Derneburger Klosters 1727 erbaut wurde. Das Baudenkmal weist auf den Einfluss des benachbarten Klosters hin, das sich zwischen 1229 und 1481 den Hauptteil der Hackenstedter Güter einverleibte.
Zuvor gehörte der Grundbesitz zum Teil den Wohldenberger Grafen, zum Teil der Familie von Steinberg und von Berkefeld, die ihn vom Hildesheimer Bischof zum Lehen bekommen hatten. 1334 verzichteten die Ritter Berthold und Heinrich auf das Patronat der Hackenstedter Kirche und übergaben es dem Kloster Derneburg.
Seit 1730 ist die Pfarrei mit Sottrum kombiniert, und aufgrund der Vergrößerung der Gemeinde wurde die Kirche 1731 im barocken Stil neu erbaut. Nur der massive Turm mit seinen kleinen Lichtschlitzen stammt noch aus älterer Zeit.
Die Volksschule von Hackenstedt stammt aus dem Jahr 1719, ein zweites Schulgebäude von 1803 brannte durch Funkenflug im Jahr 1844 vollständig ab. Im selben Jahr entstand die heutige Schule, die 198 umgebaut und vergrößert wurde. 1924 errichtete die Gemeinde eine Gemeinschaftsschule für beide Konfessionen, die mit dem Bau einer Mittelpunktschule aufgelöst und in einen Kindergarten umgewandelt wurde.
Seit 1815 war der Besitzer Derneburgs, der Graf zu Münster, Grundherr in Hackenstedt. Diese Grundrechte konnten 1840 von den Hackenstedter Bauern mit einem Betrag von 15.300 Talern abgelöst werden. Die anschließende Verkoppelung dauerte von 1854 bis 1865 und konnte erst nach langwierigen Verhandlungen mit den Gütern Söder und Derneburg erfolgreich abgeschlossen werden.
Die erste Wasserleitung in Hackenstedt entstand 1911 mit Wasser aus dem Forst, dass den Bedarf des Ortes deckte. 1934 entstand eine Pumpstation im Dorf und 1968 ein Hochbehälter. Der Bau der Neubausiedlungen begann 1953 und in den 1970er Jahren erschloss ein Landwirt eine große Siedlung, die er später an die Gemeinde verkaufte.
Im Zweiten Weltkrieg verlor Hackenstedt von 100 eingezogenen Soldaten 42, zu deren Ehren in der Kirche eine Gedenktafel aufgestellt wurde.
Der 1877 gegründete Männergesangverein und das Bläsercorps Hackenstedt von 1967 haben durch zahlreiche Aktivitäten und Veranstaltungen Hackenstedt weit über Holles Grenzen hinaus bekannt gemacht.
Am 1. März 1974 wurde Hackenstedt in die Gemeinde Holle eingegliedert.

## Sehenswürdigkeiten
- Zehntscheune von 1727
- Zahlreiche gut erhaltene Fachwerkhäuser
- Die evangelische Pauluskirche wurde 1731 im Barockstil erbaut. Sie hat einen spätromanischen Westturm mit einem Satteldach und einem zusätzlichen Dachreiter. Das Langhaus mit seinem Krüppelwalmdach wurde 1751/52 umgebaut. In ihrem Innern fällt – abgesehen von der 1751 von G. E. Fabricius und E. H. Löhr bemalten und gewölbten Holzdecke – der barocke Kanzelaltar (1734 von dem Bockenemer Künstler J. H. Varenholz gestaltet) mit farbenprächtigen Holzschnitzereien und mehreren ebenfalls aus Holz geschnitzten Statuen auf. Ein Taufbecken befindet sich nicht in der Kirche. Stattdessen verfügt sie über einen links vom Altar an der Decke befestigten Taufengel von 1734, der eine Muschel in der Hand hält. Bei Taufen wird in die Muschel ein Gefäß mit Wasser gestellt.

## Infrastruktur
Hackenstedt verfügt über einen Kindergarten, allerdings nicht mehr über eine Schule. In der Mitte des Ortes befand sich eine Gaststätte.

## Verkehrsverbindungen
Werktags bestehen mehrmals täglich direkte Busverbindungen nach Hildesheim, zum Bahnhof Derneburg sowie nach Seesen. Über das benachbarte Söder erreicht man die Bundesstraße 243, die nach Bad Salzdetfurth und Bockenem führt.